# پز علیا
پِز عُلیا، روستایی از توابع ذلقی شرقی شهرستان الیگودرز در استان لرستان ایران است.

## جمعیت
این روستا در دهستان ذلقی غربی قرار دارد و بر اساس سرشماری مرکز آمار ایران در سال ۱۳۸۵، جمعیت آن ۲۳۵ نفر (۳۳خانوار) بوده‌است.

## امکانات
این روستا برای تامین برق چند صفحه خورشیدی داشته، اما مدت‌هاست از کار افتاده و اهالی روستا در شب از فانوس و آتش چوب بلوط برای روشنایی استفاده می‌کنند.